# Anelosimus arizona
Anelosimus arizona är en spindelart som beskrevs av Ingi Agnarsson 2006. Anelosimus arizona ingår i släktet Anelosimus och familjen klotspindlar. Inga underarter finns listade i Catalogue of Life.